# Stephanopis thomisoides
Stephanopis thomisoides es una especie de araña del género Stephanopis, familia Thomisidae.

## Distribución
Se distribuye por Australia (Queensland).

## Taxonomía
Fue descrita por Bradley en 1871.
Tratamiento taxonómico
La especie aparece registrada y publicada en Descriptions of eight new species of Stephanopis (Cambridge). Transactions of the Entomological Society of New South Wales 2: 233–238.